# Cunnilingus

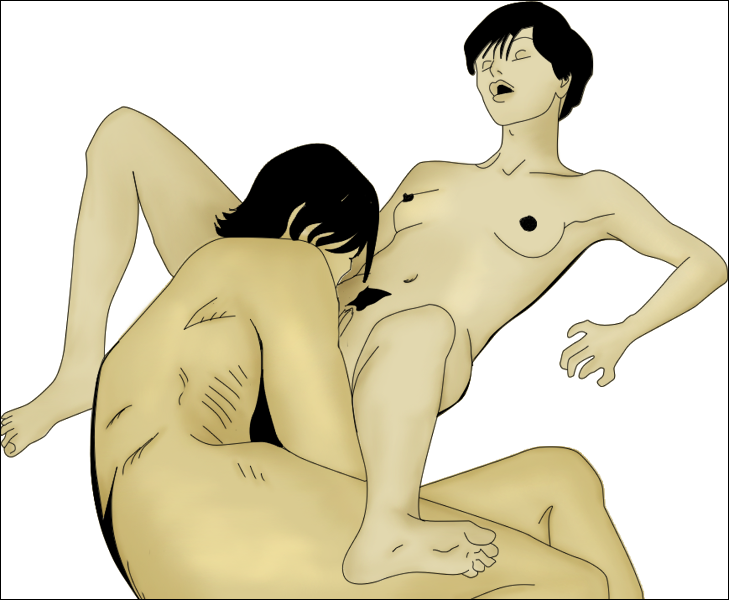
Cunnilingus heterosexual

Cunnilingus (del latín: cunnus, "vulva"; y lingō, lingĕre, "lamer") es la práctica del sexo oral en los genitales femeninos (clítoris, vulva y vagina). El clítoris es la parte más sensible sexualmente de los genitales femeninos, y su estimulación puede llevar a que una mujer sienta excitación sexual o alcance el orgasmo.

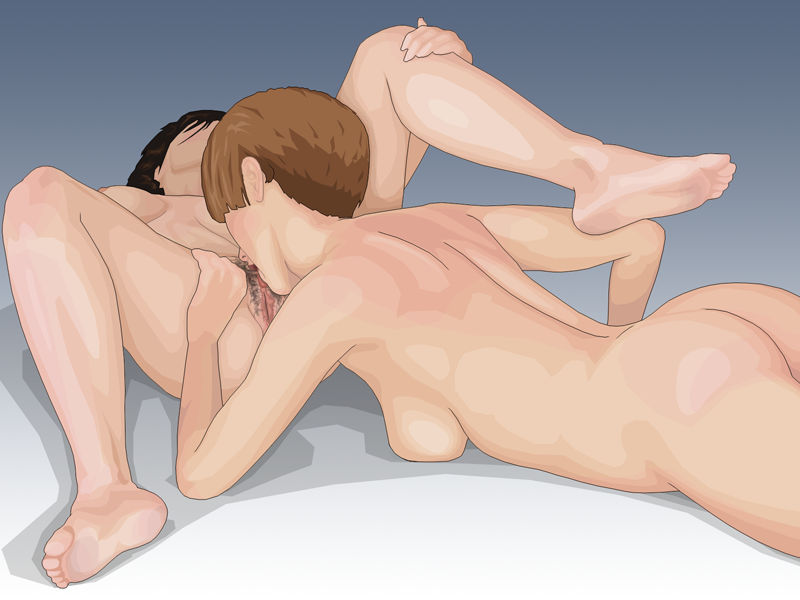
Cunnilingus homosexual

El cunnilingus puede ser sexualmente excitante para quienes lo practican y puede ser hecho por parte de una pareja sexual como juego preliminar para incitar la excitación sexual antes de otras actividades sexuales (tales como el coito vaginal o anal) o como un acto erótico y físicamente íntimo por sí solo. El cunnilingus puede constituir un riesgo de contraer infecciones de transmisión sexual (ITS's), si bien el riesgo de transmisión del sexo oral, especialmente la transmisión de VIH, es significativamente menor que el del sexo vaginal o anal.
El sexo oral es con frecuencia considerado tabú, pero la mayoría de países no tienen leyes que prohíban la práctica. Comúnmente, la parejas heterosexuales no consideran que la práctica del cunnilingus afecte la virginidad de ninguna de las personas involucradas, en tanto que las parejas lésbicas comúnmente la consideran una forma de perder la virginidad.  Es también posible que algunas personas tengan sentimientos negativos o inhibiciones sexuales en relación con dar o recibir cunnilingus o que rehúsen practicarlo.

## Práctica

### General
Las estadísticas generales indican que entre el 70 y el 80 % de las mujeres necesitan una estimulación directa del clítoris para alcanzar el orgasmo. Las investigaciones de Shere Hite sobre la sexualidad femenina humana indican que, para la mayoría de las mujeres, el orgasmo se alcanza fácilmente mediante el cunnilingus debido a la estimulación directa del clítoris (incluyendo la estimulación de otras partes externas de la vulva que están físicamente relacionadas con el clítoris) que puede producirse durante el acto.

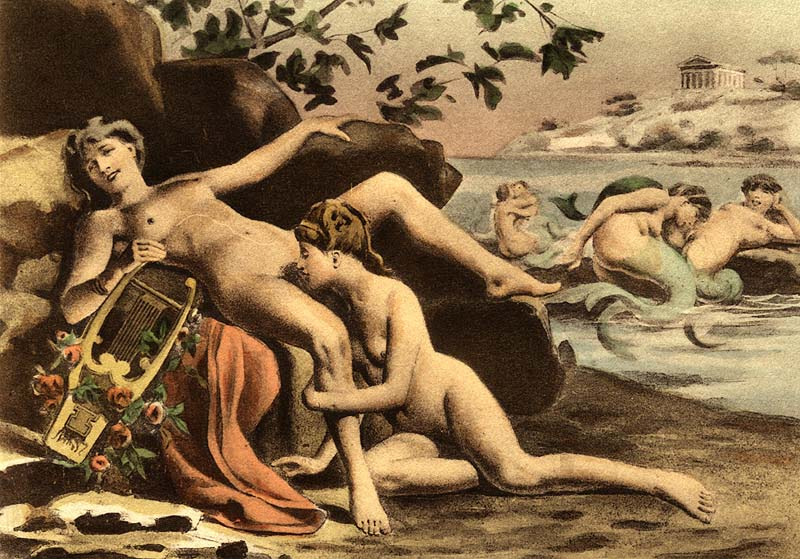
Édouard-Henri Avril pintura describiendo la vida de Safo.

La persona que realiza el cunnilingus a otra persona puede denominarse «pareja que da» y la otra persona «pareja que recibe». Durante el acto, la pareja de la mujer que recibe puede utilizar los dedos para abrir los labios mayores para permitir que la lengua estimule mejor el clítoris, o la mujer misma puede hacerlo. Separar bien las piernas también suele abrir la vulva lo suficiente para que la pareja pueda alcanzar el clítoris por vía oral.
Algunos manuales de sexo recomiendan empezar con una estimulación más suave y menos focalizada de los labios y de toda la zona genital. Se puede utilizar la punta, el costado o la parte inferior de la lengua, así como la nariz, la barbilla, los dientes y los labios. Los movimientos pueden ser lentos o rápidos, regulares o erráticos, firmes o suaves, según las preferencias de los participantes. La lengua puede introducirse en la vagina, ya sea rígida o en movimiento. 
El cunnilingus puede ir acompañado de la introducción de los dedos en la vagina o el ano, o del uso de un juguete sexual; en el caso de la penetración de la vagina, el objetivo puede ser estimular una zona llamada  "punto G", cuya existencia es controvertida.
Las mujeres pueden considerar importante la higiene personal antes de practicar el sexo oral, ya que una higiene deficiente puede provocar olores, acumulación de sudor y microrresiduos (como pelusas, orina o sangre menstrual), que pueden resultar desagradables para la pareja que da. Algunas mujeres se quitan o depilan el vello púbico, lo que puede mejorar su experiencia del sexo oral.
El autocunnilingus, que es un cunnilingus realizado por una mujer sobre sí misma, puede ser posible, pero se requiere un grado de flexibilidad inusualmente alto, que solo pueden poseer contorsionistas.

### Variantes y posiciones específicas
En el cunnilingus puede incluirse una práctica llamada Humming, que consiste en hacer un sonido gutural con la garganta para producir cosquilleo en la sensible mucosa genital femenina. También es posible estimular oralmente la parte superior de los genitales femeninos mientras se introduce el pene en la vagina.
Como forma de automasturbación es muy poco frecuente (autocunnilingus), debido a la dificultad física, por lo que en general suele realizarla otra persona.
Puede ser realizada por una o varias personas, del mismo o de distinto sexo.
Cuando los dos miembros de una pareja realizan mutua y simultáneamente sexo oral, se conoce como 69, ya sean dos felaciones, dos cunnilingus, o una felación y un cunnilingus.
Cualquier posición que ofrezca a la pareja sexual acceso oral a la zona de la entrepierna de la mujer es adecuada para el cunnilingus, incluyendo:
- En la posición del perrito, la mujer puede agacharse a cuatro patas mientras su pareja le practica el sexo oral desde atrás o desde abajo.
- En la posición de sentarse en la cara, la mujer puede sentarse en la cara de su pareja o sobre ella. En esta posición, la mujer tiene más control sobre los movimientos de su cuerpo y puede guiar a su pareja o autoestimularse contra la cara de ésta.
- Mientras está tumbada de espaldas, la mujer puede abrir las piernas o subirlas hasta el pecho, o colocarlas sobre los hombros de su pareja. Puede tumbarse sobre cualquier superficie, como una mesa o el suelo.
- La mujer puede sentarse en una silla o utilizar algún otro soporte.
- La mujer puede extender y abrir brazos y piernas (en inglés spreadeagle).
- La mujer puede estar de pie mientras su pareja está sentada o de rodillas. Sin embargo, en esta posición el clítoris es más difícil de alcanzar y estimular oralmente. La mujer puede apoyarse en la pared o sujetarse a los muebles para apoyarse.

## Historia

### China
Wu Zetian —que reinó desde el 690 al 705 d. C.— fue la única emperatriz china que, haciendo uso de su posición, creó un decreto por el cual todos los dignatarios visitantes deberían rendirle sus respetos realizándole un cunnilingus.

### Roma

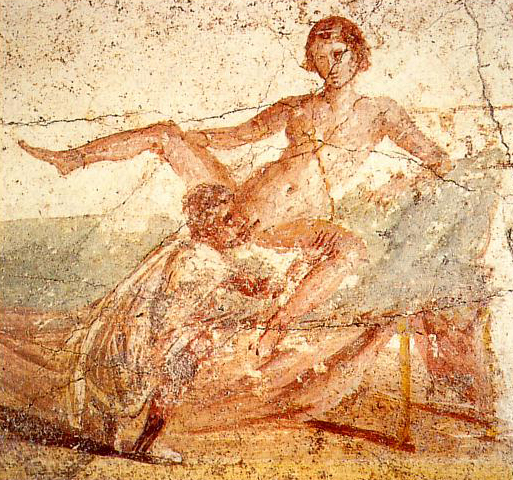
Fresco erótico descubierto en Pompeya

Los romanos ligaron el poder al sexo oral, creando roles dominantes y sumisos. Aunque el cunnilingus se consideraba una práctica sucia, gracias a algunas pintadas hechas en los baños públicos y a palabras talladas en las paredes, se sabe que algunos prostitutos masculinos esperaban en las esquinas de estos baños a mujeres que solicitaran sus servicios.
Practicar una felación o un cunnilingus, ya fuera un hombre o una mujer el ejecutor, lo convertía en culpable. Según la jerarquía romana de la degradación sexual, un hombre sospechoso de haber estimulado oralmente a una mujer se rebajaba más que uno que fuera penetrado por otro hombre. Se le imponía el estatus legal de infame, al mismo nivel que prostitutas, gladiadores y actores, lo cual le impedía votar y representarse a sí mismo ante un tribunal.

### En la Biblia
El Cantar de los Cantares parece contener una referencia directa al cunnilingus, aunque muchos traductores ingleses evitan esta lectura optando por el término "ombligo". Una traducción alternativa rezaría así:

Tu vulva (ombligo) es un cántaro,
donde no falta el vino aromático
Cantar de los Cantares 7:2 שררך אגן הסהר אל יחסר המזג[cita requerida]

Dentro del contexto, subiendo desde sus sandalias, a su vulva, pasando por su vientre hasta sus pechos, hacen que el significado "vulva" (Heb. shor), derivado de una palabra aramea que quiere decir "lugar secreto", sea concluyente.
Tanto en la tradición cristiana como en la judía dan importancia espiritual a la intimidad erótica entre los novios descritos en el "Cantar de los Cantares".

### Taoísmo

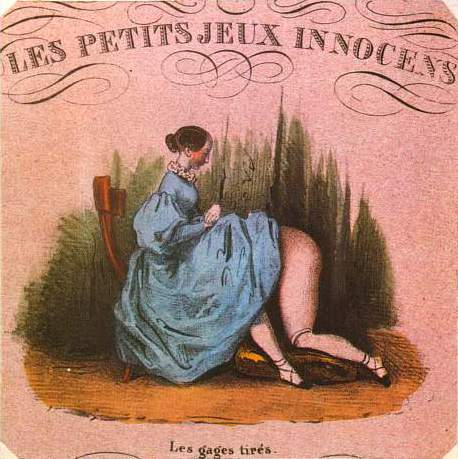
Les petits jeux innocents (pequeños juegos inocentes). Dibujo humorístico del.

Se sabe que en el taoísmo chino se reverenciaba al cunnilingus. Se debe a que el objetivo del taoísmo es alcanzar la inmortalidad, o al menos la longevidad, y la pérdida de semen, secreciones vaginales y otros líquidos corporales, como se cree, causa una pérdida correspondiente de vitalidad [cita requerida]. A la inversa, por la retención de semen o por la ingesta de secreciones vaginales, un hombre o una mujer pueden conservar y aumentar su Qì, o aliento original vital [cita requerida]. En taoísmo:

La Great Medicine of the Three Mountain Peaks (La Gran Medicina de la Montaña de Tres Picos) se encuentra en el cuerpo de la mujer y se compone de tres jugos o esencias: uno en la boca de la mujer, otro en sus pechos, y el tercero, pero más poderoso, en la Grotto of the White Tiger (Gruta del Tigre Blanco), que está en el Peak of the Purple Mushroom (El Pico de la Seta Púrpura).
Octavio Paz. Conjunctions and Disjunctions. trad. Helen R. Lane. 1975. (Londres: Wildwood House, 1969) p. 97.

Pero el ideal taoísta no se reduce al enriquecimiento del hombre por las secreciones femeninas; la mujer también se beneficia de su comunión con el hombre [cita requerida], un rasgo que ha conducido al sinólogo Kristofer Schipper a denunciar que los manuales antiguos sobre "El Arte del Dormitorio" conducen a "una clase de hombre pretencioso" que no es taoísta en absoluto.
El Taoísmo tiene por objeto reconciliar los opuestos mezclando los fluidos femeninos y masculinos y recuperar así la época mítica que existía antes de la división de los sexos, el tiempo primordial del "ch'i" original. [cita requerida]

## El cunnilingus y la salud
Al haber contacto entre la mucosa bucal y la mucosa vaginal, es posible el contagio de alguna de las infecciones de transmisión sexual (antes "enfermedades de transmisión sexual" o "enfermedades venéreas"), por lo que los especialistas (médicos o sexólogos) recomiendan el uso de algún medio de protección (condón femenino, por ejemplo), sobre todo si esta práctica se lleva a cabo con una persona desconocida.

### Infecciones de transmisión sexual
La clamidiasis, el virus del papiloma humano (VPH), la gonorrea, el herpes, la hepatitis (múltiples cepas) y otras infecciones de transmisión sexual (ITS/ETS) pueden transmitirse a través del sexo oral. Cualquier intercambio sexual de fluidos corporales con una persona infectada por el VIH, el virus que causa el SIDA, supone un riesgo de infección. Sin embargo, el riesgo de infección por ITS se considera en general significativamente menor en el caso del sexo oral que en el sexo vaginal o anal, y la transmisión del VIH se considera el riesgo más bajo en lo que respecta al sexo oral. Además, el riesgo documentado de transmisión del VIH a través del cunnilingus es menor que el asociado a la felación, el coito vaginal o el anal.
Existe un mayor riesgo de ITS si la pareja receptora tiene heridas en sus genitales, o si la pareja que da tiene heridas o llagas abiertas en su boca, o encías sangrantes. Cepillarse los dientes, usar el hilo dental o someterse a un trabajo dental poco antes o después de realizar el cunnilingus también puede aumentar el riesgo de transmisión, porque todas estas actividades pueden causar pequeños arañazos en el revestimiento de la boca. Estas heridas, aunque sean microscópicas, aumentan las posibilidades de contraer ITS que pueden transmitirse por vía oral en estas condiciones. Este contacto también puede dar lugar a infecciones más mundanas por bacterias y virus comunes que se encuentran en las regiones genitales, sus alrededores y sus secreciones. Debido a los factores mencionados, las fuentes médicas aconsejan el uso de métodos de barrera eficaces cuando se realice o se reciba un cunnilingus con una pareja cuyo estado de ITS se desconozca.
El cunnilingus durante la menstruación se considera de alto riesgo para la pareja que lo realiza porque puede haber una alta concentración de virus en la sangre menstrual, como la hepatitis B.

### VPH y cáncer de boca
Se ha reportado de la relación entre el sexo oral y el cáncer oral en personas infectadas por el virus del papiloma humano (VPH). Una investigación de 2005 sugirió que practicar sexo oral sin protección con una persona infectada por el VPH podría aumentar el riesgo de cáncer oral. El estudio descubrió que el 36% de los pacientes con cáncer tenían el VPH, en comparación con sólo el 1% del grupo de control sano.
Un estudio de 2007 encontró una correlación entre el sexo oral y el cáncer de garganta. Se cree que esto se debe a la transmisión del VPH, un virus que se ha implicado en la mayoría de los cánceres de cuello de útero y que se ha detectado en el tejido del cáncer de garganta en numerosos estudios. El estudio concluye que las personas que tuvieron de una a cinco parejas de sexo oral en su vida tenían aproximadamente el doble de riesgo de padecer cáncer de garganta en comparación con las que nunca practicaron esta actividad, y las que tuvieron más de cinco parejas de sexo oral tenían un riesgo 250% mayor.

### Traumatismos mecánicos en la lengua
El frenillo lingual (parte inferior de la lengua) es vulnerable a la ulceración por fricción repetida durante la actividad sexual ("lengua de cunnilingus"). La ulceración del frenillo lingual causada por el cunnilingus es horizontal, la lesión corresponde al contacto de la superficie inferior de la lengua con los bordes de los dientes frontales inferiores cuando la lengua está en su posición más adelantada. Este tipo de lesión se resuelve entre 7 y 10 días, pero puede reaparecer con repetidas actividades. La ulceración crónica en este lugar puede causar una hiperplasia fibrosa lineal. Los bordes incisales de los dientes mandibulares pueden alisarse para minimizar la posibilidad de traumatismos.